# Nyctiphanes couchi
Nyctiphanes couchi är en kräftdjursart som först beskrevs av Bell 1853.  Nyctiphanes couchi ingår i släktet Nyctiphanes och familjen lysräkor. Inga underarter finns listade i Catalogue of Life.